# Gare de Nœux-les-Mines
Gare de Nœux-les-Mines vasútállomás Franciaországban, Nœux-les-Mines településen.

## Vasútvonalak
Az állomást az alábbi vasútvonalak érintik:
- Arras–Dunkirk-vasútvonal

## Kapcsolódó állomások
A vasútállomáshoz az alábbi állomások vannak a legközelebb:
- Gare de Mazingarbe
- Gare de Béthune